# Cantone di Yanzatza
Il cantone di Yanzatza è un cantone dell'Ecuador che si trova nella provincia di Zamora Chinchipe.
Il capoluogo del cantone è Yanzatza.

## Suddivisione
Il cantone è suddiviso in tre Parrocchie (parroquias):
- parrocchia urbana: Yanzatza
- parrocchie rurali: Chicaña e Los Encuentros.